# Дубровский, Пётр Петрович
Пётр Петро́вич Дубро́вский (9 [20] декабря 1754, Киев — 9 [21] января 1816, Санкт-Петербург) — русский коллекционер и библиофил, дипломат. Секретарь и переводчик русской миссии в Париже. 

## Биография
Родился 9 (20) декабря 1754 года в Киеве. В 1772 году окончил Киево-Могилянскую духовную академию. В 1773 году служил копиистом в Синоде. С 1780 по 1805 год работал в Коллегии иностранных дел: был церковником[неизвестный термин] при русской посольской церкви в Париже, секретарём-переводчиком посольств во Франции и Голландии.
Во время французской революции сумел приобрести рукописи, хранившиеся в Бастилии, в расформированных революционерами аббатствах Сен-Жермен и Корби. В 1789 году в Париже встречался с Карамзиным, который в «Письмах русского путешественника» упомянет о его библиофильской деятельности: Дубровский благодаря обширному кругу знакомств «достаёт редкости за безделку, особенно в нынешнее смутное время». 
В феврале 1800 года Дубровский вернулся в Петербург с коллекцией около 400 западноевропейских рукописей и миниатюр, 94 восточных (на 15 языках) и около 50 славянских. Коллекция рукописей была поднесена им в 1805 году императору Александру I и поступила в Императорскую публичную библиотеку и Эрмитаж. Некоторые авторы утверждают, что в коллекции Дубровского были рунические рукописи из библиотеки Анны Ярославовны, которые затем исчезли. Александр I по представлению А. С. Строганова подписал два рескрипта: об учреждении при Императорской библиотеке «особенного депо манускриптов» — начало ему стало собрание Дубровского, а сам он определялся хранителем своего фонда, — и о денежном вознаграждении собирателю за передачу коллекции. В Императорской библиотеке он работал до 5 апреля 1812 года, когда был отстранён от должности; он писал: «Жизнь наша коротка, все условия, все награды с нею кончаются, но полезное для ума человеческого служит до окончания мира». За время своей работы он описал 11 тысяч манускриптов из библиотеки Залуских.

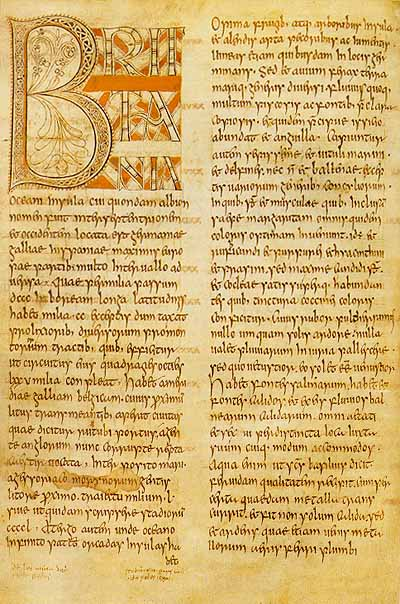
Санкт-Петербургский Бе́да

Деятельность Дубровского была отмечена орденом Св. Владимира 4-й степени и орденом Св. Анны 2-й степени с бриллиантовыми знаками к этому ордену. Имел чин статского советника.
Умер 9 (21) января 1816 года. Похоронен на Смоленском православном кладбище в Петербурге. 

## Рукописи коллекции Дубровского
- Санкт-Петербургский Бе́да (VIII в.)
- Сенжерменский кодекс
- Коаленовский кодекс — 3 folios
- Корбийский кодекс I
- Кодекс 330 Gregory-Aland (англ. Minuscule 330)
- Le Roman de Tristan (en prose) (Fr. F. v. XV № 2 — «Роман о Тристане и Изольде»)
- Breviloquium Vitae Wilfridi